# Kaku (football)
Pour les articles homonymes, voir Romero.
Alejandro Sebastián Romero Gamarra, dit Kaku, né le 11 janvier 1995 à Ciudadela, est un footballeur international paraguayen, qui évolue au poste de milieu offensif avec Al-Aïn.

## Biographie

### Carrière en club
Il participe à la Copa Libertadores et à la Copa Sudamericana avec le CA Huracán.
Le 16 février 2018, Kaku rejoint officiellement les Red Bulls de New York et la Major League Soccer en tant que jeune joueur désigné.
Le 1er février 2021, Kaku signe pour trois ans au club saoudien d'Al-Taawoun,.

### Carrière en équipe nationale
Avec les moins de 20 ans, il participe à la Coupe du monde des moins de 20 ans en 2015. Lors du mondial junior organisé en Nouvelle-Zélande, il joue trois matchs : contre le Panama, le Ghana, et l'Autriche.

## Statistiques

### En sélection nationale
| Saison                | Sélection             | Phases finales        | Phases finales | Phases finales | Phases finales | Éliminatoires CDM | Éliminatoires CDM | Éliminatoires CDM | Matchs amicaux | Matchs amicaux | Matchs amicaux | Total | Total | Total |
| Saison                | Sélection             | Compétition           | M              | B              | Pd             | M                 | B                 | Pd                | M              | B              | Pd             | M     | B     | Pd    |
| --------------------- | --------------------- | --------------------- | -------------- | -------------- | -------------- | ----------------- | ----------------- | ----------------- | -------------- | -------------- | -------------- | ----- | ----- | ----- |
| 2017-2018             | Paraguay              | -                     | -              | -              | -              | -                 | -                 | -                 | 1              | 0              | 0              | 1     | 0     | 0     |
| 2018-2019             | Paraguay              | Copa América 2019     | -              | -              | -              | -                 | -                 | -                 | 2              | 0              | 0              | 2     | 0     | 0     |
| 2019-2020             | Paraguay              | -                     | -              | -              | -              | -                 | -                 | -                 | 2              | 2              | 2              | 2     | 2     | 2     |
| 2020-2021             | Paraguay              | Copa América 2021     | 2              | 1              | 0              | 1                 | 1                 | 0                 | -              | -              | -              | 3     | 2     | 0     |
| 2021-2022             | Paraguay              |                       | -              | -              | -              | 5                 | 1                 | 0                 | -              | -              | -              | 5     | 1     | 0     |
| 2022-2023             | Paraguay              |                       | -              | -              | -              | -                 | -                 | -                 | 1              | 0              | 0              | 1     | 0     | 0     |
| 2023-2024             | Paraguay              | Copa América 2024     | 2              | 0              | 0              | 3                 | 0                 | 0                 | 3              | 0              | 0              | 8     | 0     | 0     |
| 2024-2025             | Paraguay              |                       | -              | -              | -              | 4                 | 0                 | 0                 | -              | -              | -              | 4     | 0     | 0     |
| Total sur la carrière | Total sur la carrière | Total sur la carrière | 4              | 1              | 0              | 13                | 2                 | 0                 | 9              | 2              | 2              | 26    | 5     | 2     |

## Palmarès
- CA Huracán
  - Coupe d'Argentine : 
    -  Vainqueur : 2014

  - Supercoupe d'Argentine
    - Vainqueur  : 2014
- Red Bulls de New York
  - Supporters' Shield
    - Vainqueur : 2018
- Al-Aïn
  - Ligue des champions de l'AFC
    - Vainqueur : 2024